# وكمان

شعار وكمان

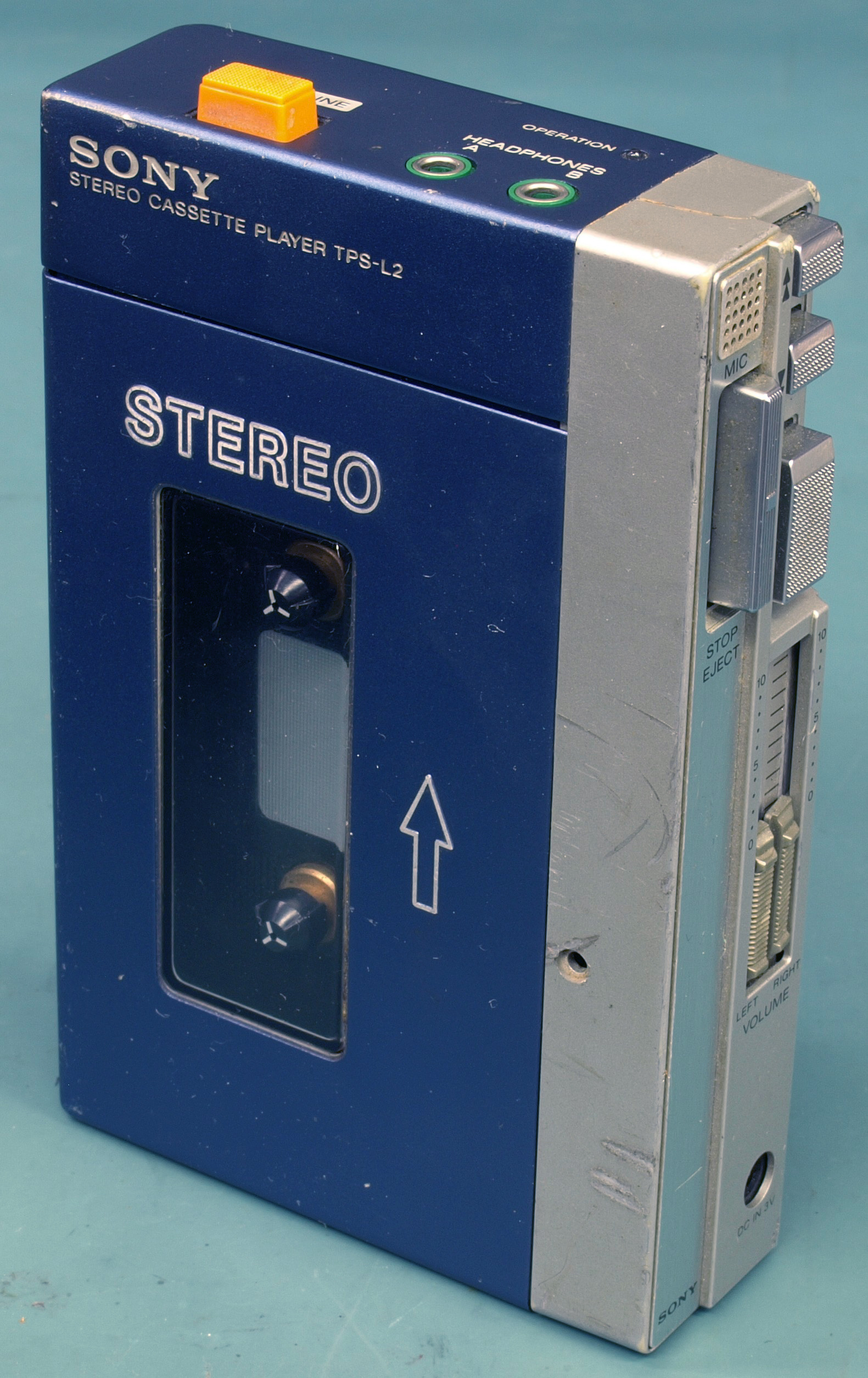
أول ظهور شعار وكمان سنة 1979 لجهاز التسجيل الصوتي.

وُكْمان (بالإنجليزية: Walkman)‏ ، هي فرع شركة سوني المدعومة لبرنامج التسجيل الاستماعي، ظهرت أواخر عام 1979م , وانتهت في عقد 2010م، وهي تابعة لشركة سوني اليابانية، كانت في البداية تستخدم لجهاز التسجيل المحمول ووصل هذا الأمر إلى صوت التسجيل عن طريق الهواتف المحمولة التي أنتجها شركتي سوني وإريكسون.

## وصلة خارجية
- الموقع الرسمي